# Viola paradoxa
Viola paradoxa — вид рослин з родини Фіалкові (Violaceae), ендемік Мадейри.

## Поширення
Ендемік архіпелагу Мадейра (о. Мадейра).
Вид зростає на центральному гірському хребті від 1600 м до 1800 м над рівнем моря..

## Використання
Збирання згадується як загроза, але мета невідома.

## Загрози та охорона
Окрім вогню влітку 2010 р., який вплинув на Центральний гірський масив, вид поширюється, збирається, витікає, зсув та конкуренція з екзотичними видами..
S. sempervivifolium наведено в додатку I Конвенції про охорону європейської дикої природи та природних середовищ існування (Бернська конвенція).